# Олдтаун (Роскоммон)
Олдтаун (англ. Old Town; ирл. An Seanbhaile) — деревня в Ирландии, находится в графстве Роскоммон (провинция Коннахт) у трассы R357.